# Pivovar Rantířov

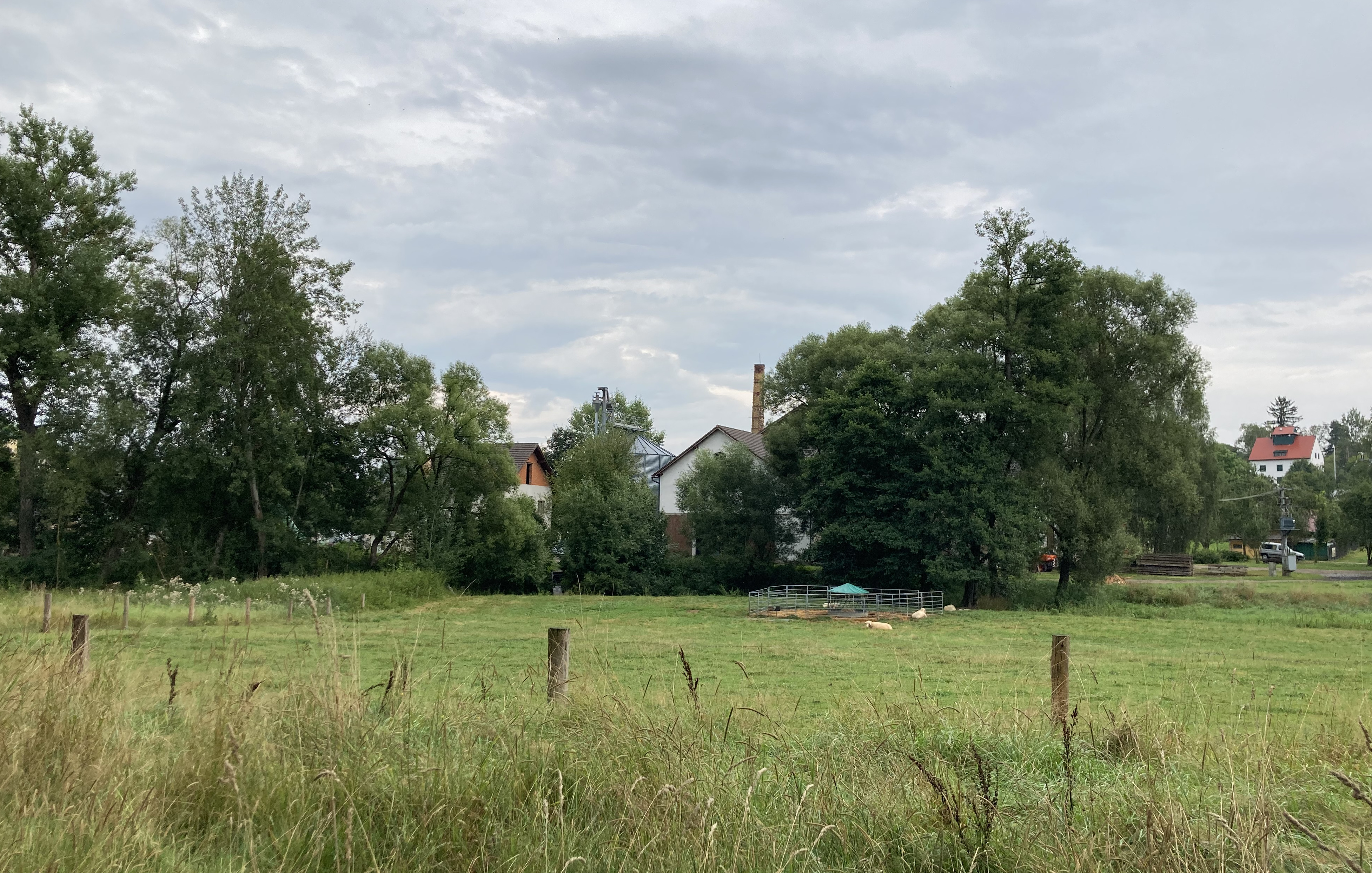
Pohled na areál zámku ve kterém se pivovar nacházel

Bývalý rantířovský pivovar stojí v areálu zámku v Rantířově, v okrese Jihlava.

## Historie
Kdy byl rantířovský pivovar založen, není neznámo. Zřejmě k tomu došlo v roce 1686 nebo po něm a za jeho založením stáli dominikáni z kláštera Svatého Kříže v Jihlavě, kteří vlastnili zdejší dvorec. Tím se dostali do sporu s městem Jihlava, které drželo vlastní obec, neboť rantířovský pivovar zasahoval do mílového práva jihlavského pivovaru. Proto bylo dominikánům veškeré zařízení pivovaru zničeno, ale ani to je neodradilo od činnosti pivovaru. Po roce 1783 se dostal dvorec do správy náboženského fondu a následně se jeho majitelé střídali.
Na přelomu 19. století dosahoval výstav pivovaru přes 2300 hl. Za Václava Macakariniho (1905/1906) došlo k poklesu výroby, ovšem následně se opět zvýšila. Poslední zaznamenaný výstav z let 1907 a 1908 dosahoval opět hodnoty 2300 hl.
V letech 1910 – 1918 držel rantířovský zámecký areál jihlavský magistrát a někdy v této době, patrně ještě před první světovou válkou, došlo k uzavření pivovaru. Jelikož blízkost řeky neumožňovala vybudování pivovarských sklepů přímo v zámeckém areálu, byl pivo skladováno ve sklepení domu č. p. 2.